# ناحیه بروکوپوندو
ناحیه بروکوپوندو (به لاتین: Brokopondo District) ناحیه‌ای در کشور سورینام است که ۷٬۳۶۴ کیلومترمربع مساحت و ۱۵٬۹۰۹ نفر جمعیت دارد.